# رادیک مارتیروسیان
رادیک مارتیروسی مارتیروسیان (ارمنی: Ռադիկ Մարտիրոսի Մարտիրոսյան؛ زادهٔ ۱ مهٔ ۱۹۳۶) یک فیزیکدان و دانشمند اهل ارمنستان که از تاریخ ۱۹۹۳ تا تاریخ ۲۰۰۶ ریاست دانشگاه دولتی ایروان را برعهده داشت.

## زندگی‌نامه
در ۱ مهٔ ۱۹۳۶ در ماداغیس به دنیا آمد و از دانشگاه دولتی ایروان فارغ‌التحصیل شد. وی عضو فرهنگستان ملی علوم ارمنستان بود. وی همچنین برنده نشان مسروپ ماشتوتس مقدس، مدال برای خدمات میهن‌پرستانه، نشان برای خدمات میهن‌پرستانه، نشان درجه یک برای خدمات میهن‌پرستانه،نشان نخل آکادمیک، نشان انقلاب اکتبر، نشان دوستی خلق، نشان برجسته افتخار، شوالیه‌های نشان ستاره همبستگی ایتالیا، جایزه دولتی ارمنستان شوروی، جایزه دولتی اتحاد شوروی جایزه دولتی علم و فناوری اوکراین شوروی شده است.

## یادداشت
1. ↑  ֆիզիկամաթեմատիկական գիտությունների դոկտոր
2. ↑  Knight of the Order of the Star of Italian Solidarity
3. ↑  Ուկրաինայի գիտության և տեխնոլոգիաների պետական մրցանակ

## نگارخانه

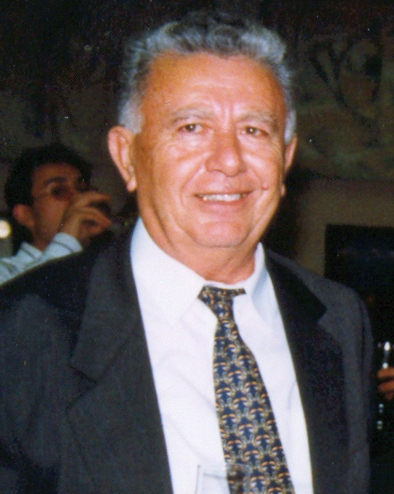